# CS Oltchim Râmnicu Vâlcea
A CS Oltchim Râmnicu Vâlcea Románia egyik legismertebb női kézilabdacsapata.
Hazájában rekordnak számító 18 bajnoki címet számlál, emellett 14-szeres Román Kupa-győztes is.
1984-ben és 1989-ben az Oltchim volt az EHF-kupa győztese. 2010-ben bejutott az EHF-bajnokok ligája döntőjébe is.

## Története
A klub 1973. június 27-én alakult AS Chimistul Râmnicu Vâlcea néven. Első edzője Constantin Cinca volt. Irányítása alatt a csapat a másod- és harmadosztály között mozgott. Az új edző, Constantin Popescu érkezésével a csapat feljutott az első osztályba.
1989. október 1-jén a klub neve CSM Oltchim Râmnicu Vâlcea lett. A CS Oltchim Râmnicu Vâlcea nevet 1997. május 1-jén kapta a klub, amikor is privatizálták.
2013 nyarán pénzügyi nehézségei miatt a klub csődbe ment, majd jogutódként SCM Râmnicu Vâlcea néven folytatta tovább szereplését.

## Eredmények
- EHF-bajnokok ligája, döntős: 2010
- EHF-kupagyőztesek Európa-kupája, győztes: 2007
- EHF Kupagyőztesek Európa Kupája, döntős: 2002
- EHF-kupa, győztes: 1984, 1989

- Román bajnokságban:
  - Aranyérmes: 1989, 1990, 1991, 1993, 1994, 1995, 1996, 1997, 1998, 1999, 2000, 2002, 2007, 2008, 2009, 2010, 2011, 2012
- Román kupában:
  - Kupagyőztes: 1984, 1990, 1992, 1993, 1994, 1995, 1996, 1997, 1998, 1999, 2001, 2002, 2007, 2011

- Román szuperkupában
  - Kupagyőztes: 2007[3]

## 2012–13-as keret
A keret tagjai:
Kapusok:
- 12  Amandine Leynaud
- 16  Silvia Navarro
- 30  Paula Ungureanu

Szélsők:
- 5  Iulia Curea
- 6  Iuliia Managarova
- 7  Adriana Nechita
- 17  Ramona Farcău

Beállók:
- 9  Ionela Stanca
- 13  Oana Manea
- 22  Nicoleta Safta

Irányítók:
- 77  Allison Pineau
- 79  Aurelia Brădeanu

Átlövők:
- 8  Cristina Neagu (sérült)
- 18  Adina Meiroșu
- 32  Katarina Bulatović
- 71  Marija Jovanović
- 86  Alexandrina Barbosa

## A szakmai stáb
- elnök: Petre Berbecaru[5]
- vezetőedző: Jakob Vestergaard[4]
- másodedző: Steluța Luca és Mette Klit[4]
- fizioterapeuta: Marian Truşcă[4]
- orvos: dr. Carmen Udrea, dr. Florin Oancea[4]